# Donna con scimmia. Studio per la Grande-Jatte
Donna con scimmia. Studio per la Grande-Jatte (Promeneuse avec singe. Étude pour la Grande-Jatte) è un dipinto a olio su tavola realizzato nel 1884 dal pittore francese Georges-Pierre Seurat.
È conservato nel Smith College Museum of Art di Northampton.
Questo dipinto è una sezione della successiva opera completa Una domenica pomeriggio sull'isola della Grande Jatte, in cui Seurat raffigura una donna con una scimmia.